# Polytrichum micropysix
Polytrichum micropysix är en bladmossart som beskrevs av C. Müller 1900. Polytrichum micropysix ingår i släktet björnmossor, och familjen Polytrichaceae. Inga underarter finns listade i Catalogue of Life.